# 2S4 Tjulpan
Die 2S4 Tjulpan (russisch 2С4 Тюльпан; dt.: Tulpe) ist ein sowjetischer Mörser auf Selbstfahrlafette. Der NATO-Code lautet M1975. Er ist der derzeit weltweit größte im Einsatz befindliche Mörser.

## Entwicklung
Ab 1950 wurde bei den sowjetischen Streitkräften der gezogene 240-mm-Mörser M-240 (russisch 240-мм миномёт М-240 образца 1950 года; GRAU-Index: 2B8 / 52M864) eingeführt. Der Entwurf dieses Mörsers basierte auf den Erfahrungen der Roten Armee während des Zweiten Weltkrieges. Das Hauptaufgabengebiet dieses gezogenen Mörsers lag in der Bekämpfung von befestigten Stellungen, Bunkern und Gebäuden im Belagerungskampf. Eine gute Mobilität und eine hohe Schusskadenz waren nebensächlich. So dauerte es 25 bis 30 Minuten bis zur Feuerbereitschaft und die Kadenz lag bei rund einem Schuss alle zwei Minuten. Im Zuge der zunehmenden Mechanisierung der Sowjetarmee entstand Bedarf an einer selbstfahrenden Ausführung dieses Mörsers. Diese sollte über Panzerschutz und ein Kettenlaufwerk verfügen, um die gepanzerten mechanisierten Formationen begleiten zu können. Die Entwicklungsarbeiten am Objekt 305 begannen 1966 in den Motowilichawerken (OKB-152) und beim Uralwagonsawod-Tochterunternehmen Uraltransmasch. Im Jahr 1969 waren die ersten drei Prototypen einsatzbereit und ab 1971 wurden die ersten Serienfahrzeuge an die sowjetischen Streitkräfte ausgeliefert. Vom Westen wurde der 2S4 erstmals im Jahr 1975 beobachtet und bekam daher den NATO-Code M1975. 2S4 wurden zunächst nur von der Sowjetunion verwendet. Die Produktion endete in den 1980er-Jahren. Im Jahr 2017 wurde bekanntgegeben, dass bis 2020 alle Tjulpan-Mörser einer Überholung und Modernisierung unterzogen werden sollen.

## Technik

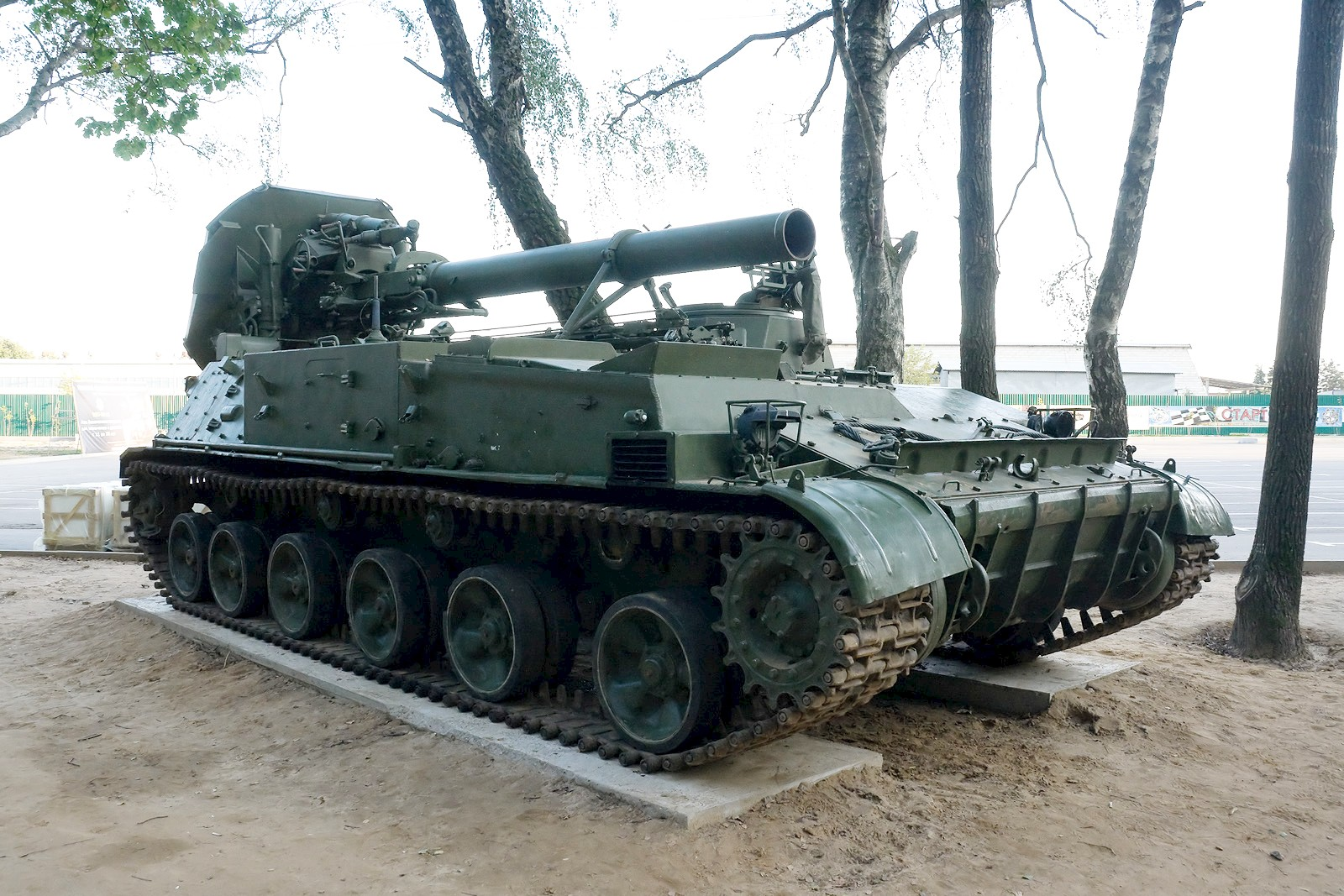
2S4 mit der Waffenanlage in Marschstellung

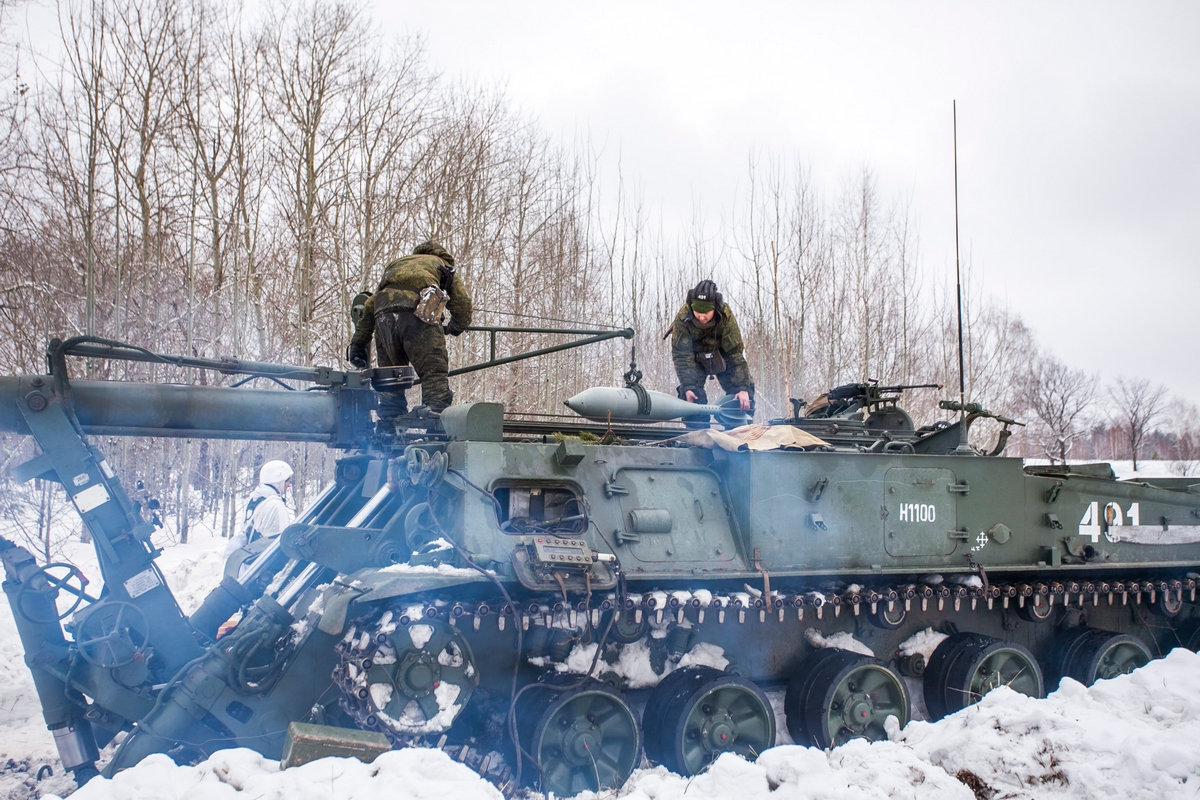
Laden einer Granate

Das Fahrzeug basiert auf dem kettengetriebenen GM-123 (GMZ)-Fahrgestell und wiegt 28,2 Tonnen. Das Fahrzeug wird von einem W-59-Dieselmotor mit 520 PS Leistung angetrieben. Auf der Straße wird eine maximale Fahrgeschwindigkeit von über 62 km/h erreicht und die maximale Reichweite beträgt 420 bis 500 km. Die fünfköpfige Besatzung ist im vorderen Teil des Fahrzeugs in zwei Kabinen unter ABC-Schutz untergebracht. Zur Selbstverteidigung ist auf der Kommandantenkuppel ein 7,62-mm-Maschinengewehr vom Typ PKT mit einem Kampfsatz von 1500 Schuss montiert. Weiterhin gehören ein Nachtsichtgerät für den Fahrer sowie eine mobile Funkstelle vom Typ R-123M zur Ausrüstung. Im mittleren Bereich des Fahrzeuges sind zwei Trommelmagazine für die Mörsergranaten untergebracht. Jedes Magazin kann 20 Granaten aufnehmen. Am Fahrzeugheck ist der 2B8-Hinterlader-Mörser mit dem Rohrbodenstück, das den Verschluss trägt, untergebracht. Darunter befindet sich die zugehörige Bodenplatte, an der in einer Rohrwiege das Mörserrohr befestigt ist. Für die Fahrt wird das Mörserrohr auf das Fahrzeugdach abgesenkt und die Bodenplatte an das Fahrzeugheck hochgeklappt.
Um den Mörser feuerbereit zu machen und zu bedienen, muss die Besatzung das Fahrzeug verlassen. Dabei wird die Bodenplatte hydraulisch auf den Boden abgesenkt. In der Rohrwiege schwenkt nun das Rohr nach hinten und wird in die Waagerechte angehoben. Das Rohr befindet sich jetzt auf der Höhe des Fahrzeugdachs. Aus einem der automatisch rotierenden Trommelmagazine wird nun eine Granate ausgegeben und mit einem Förderstempel auf dem Fahrzeugdach in das Mörserrohr geschoben. Nach dem Schließen des Verschlusses wird das Rohr wieder abgesenkt, bis es die gewünschte Erhöhung einnimmt. Nun kann die Granate abgefeuert werden und ein neuer Ladevorgang erfolgen. Die maximale Feuergeschwindigkeit liegt bei einem Schuss alle 62 Sekunden. Bei großer Rohrelevation beträgt die Schussfolge einen Schuss alle 72 Sekunden. Der Mörser hat einen vertikalen Richtbereich von +50° bis +80° sowie einen seitlichen Richtbereich von ±10°. Für den Munitionsnachschub stehen separate Fahrzeuge zur Verfügung. Zum Aufmunitionieren und Nachladen verfügt der 2S4 über einen Ladekran auf dem Fahrzeugdach.

## Munition für den M240

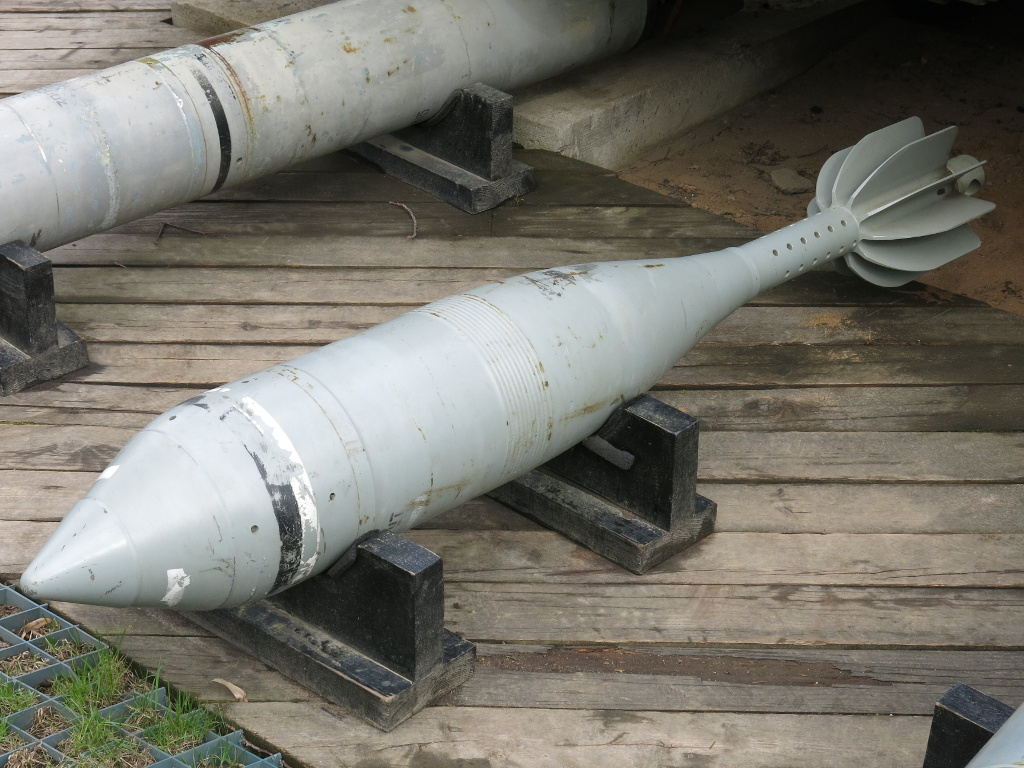
53-F-864-Granate

| Name               | Funktion/Typ                                  | Länge  | Gewicht  | Sprengkopf/Ladung                                   | Schussdistanz |
| ------------------ | --------------------------------------------- | ------ | -------- | --------------------------------------------------- | ------------- |
| 53-F-864           | Splittersprenggranate                         | 1,53 m | 130,7 kg | 31,9 kg Sprengstoff                                 | 0,8–9,65 km   |
| 3WF2               | Splittersprenggranate mit 3M15-Raketenantrieb | 2,35 m | 228 kg   | 46,5 kg Sprengstoff                                 | 19,7 km       |
| 3O8                | Granate mit Raketenantrieb für Streumunition  | unbek. | 230 kg   | 14 O-10-Splitterbomblets zu je 3,9 kg               | 19,3 km       |
| 3WS5 „Сайда“       | Brandgranate mit Raketenantrieb               | unbek. | unbek.   | 42 kg weißer Phosphor                               | 19 km         |
| 1K113 „Smeltschak“ | Präzisionsgelenkte Munition                   | 1,63 m | 134,2 kg | 32,5 kg, Splittergefechtskopf                       | 9,2 km        |
| 3WB4               | Nukleargranate                                | unbek. | unbek.   | Nukleargefechtskopf mit 2 kT TNT-Äquivalent         | 9,5 km        |
| 3WB11              | Nukleargranate mit Raketenantrieb             | unbek. | unbek.   | Nukleargefechtskopf RD14 (9N232)                    | 18 km         |
| „Смола“            | Nukleargranate                                | unbek. | unbek.   | Nukleargefechtskopf mit erhöhter Neutronenstrahlung | unbek.        |
| „Фата“             | Nukleargranate mit Raketenantrieb             | unbek. | unbek.   | Nukleargefechtskopf mit erhöhter Neutronenstrahlung | unbek.        |

## Gefechtsgliederung
Eine 2S4-Batterie besteht aus vier 2S4-Selbstfahrlafetten sowie Unterstützungs- und Versorgungsfahrzeugen. Der 2S4 Tjulpan kam innerhalb der Sowjetarmee wegen seiner Fähigkeit zum Einsatz von Nukleargranaten ausschließlich bei der schweren Artillerie auf Brigade- und Divisionsebene zum Einsatz.

## Kriegseinsätze

### Afghanistan
Die Selbstfahrlafette 2S4 wurde erstmals während der sowjetischen Intervention in Afghanistan eingesetzt. Bei diesen Einsätzen kam auch erstmals die präzisionsgelenkte Munition „Smeltschak“ zum Einsatz.

### Tschetschenien
Die russische Armee setzte den Mörser im Tschetschenienkrieg ein, wo die große Explosionskraft im bebauten Gelände hohe Verluste unter der Zivilbevölkerung forderte.

### Syrien
Die syrischen Streitkräfte sollen den Mörser im Februar 2012 innerhalb von Wohngebieten zur Bekämpfung des Aufstands in Homs eingesetzt haben. Ebenso kam der 2S4 vermutlich im Kampf um weitere Städte wie Damaskus zum Einsatz.

### Ukraine
Im Krieg in der Ukraine seit 2014 wurde die 2S4 Anfang Juli 2015 von Beobachtern der OSZE auf dem Gebiet der Volksrepublik Donezk gesichtet.
Im Zuge des russischen Überfalls auf die Ukraine 2022 wird der 2S4 ebenfalls eingesetzt. Bis Mitte März 2024 gelang es den ukrainischen Streitkräften, über 40 Mörser zu zerstören.

## Nutzerstaaten
Aktueller Nutzer
- Russland – Per Januar 2022 befinden sich 40 2S4 im Dienst und weitere 390 sind eingelagert.[16]:195

Ehemalige Nutzer
- Libyen – unbekannte Anzahl
- Irak – 10[17]
- Kasachstan – 4[17]
- Sowjetunion – auf die Nachfolgestaaten verteilt.

- Syrien – 24[17]
- Tschechoslowakei – 8[17]
- Ukraine – unbekannte Anzahl[17]